# Кремниевая ледяная пещера
Кремниевая ледяная пещера (словац. Silická ľadnica) — карстовая пещера в Словацко-Венгерском карсте в Словакии. Длина пещерных коридоров составляет около 2300, глубина — 110 м. После пещеры Безодна Лядница это вторая ледяная пещера в словацком карсте. Считается самой низколежащей классической ледяной пещерой в мире среди расположенных в умеренном климатическом поясе до 50° широты.

## Географическое положение

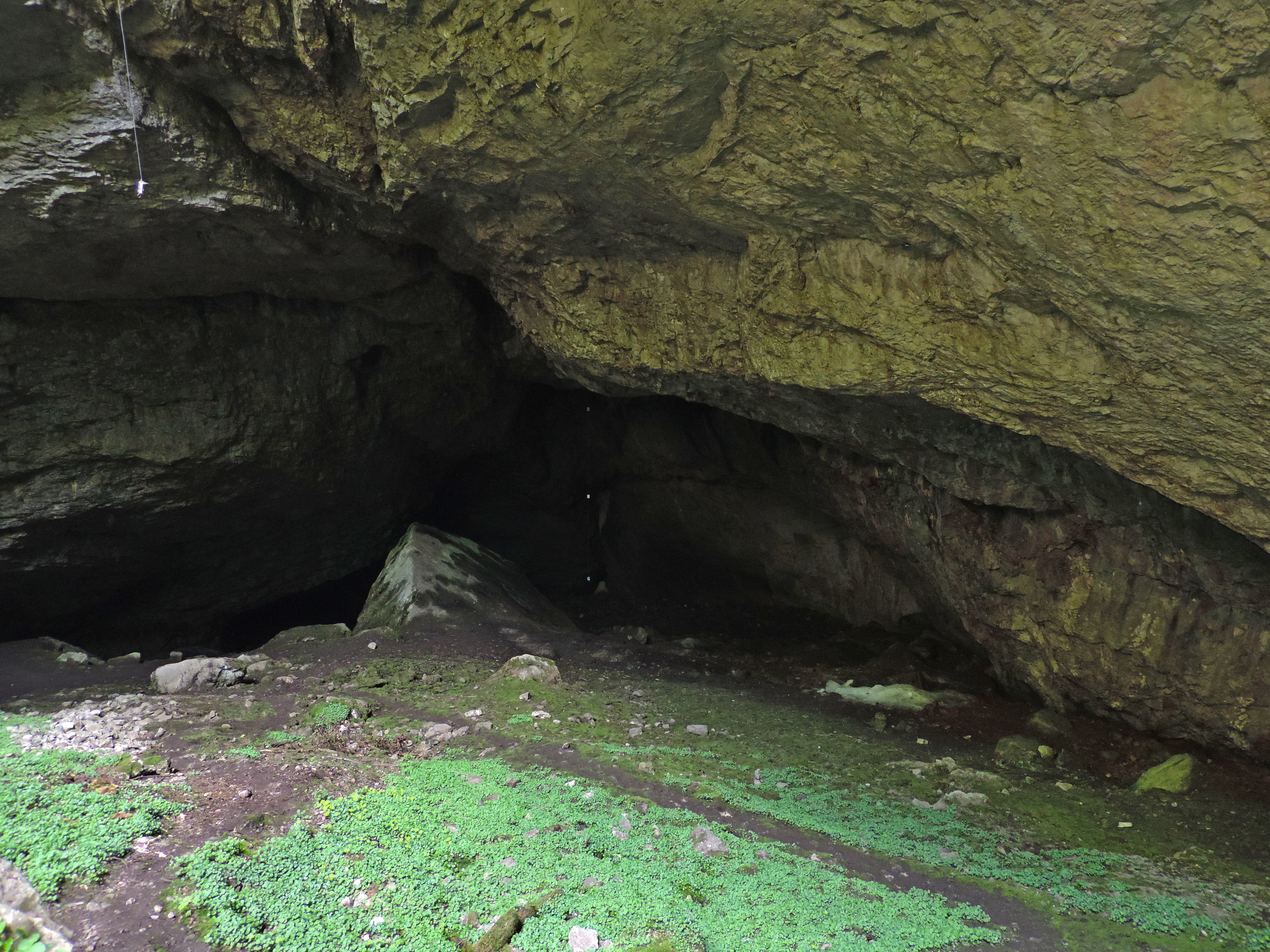
Вход в пещеру (июнь 2015)

Пещера расположена на Кремнезёмном плато (словац. Silická planina), менее чем в 2 км к юго-западу от деревни Силица в Рожнявском районе. Входной проём в виде нависающего портала размерами ок. 30×30 м, верхний край которого находится на высоте 503 м над уровнем моря, расположен в провале. Он обращён на север и покрыт густой растительностью.

## Происхождение и морфология
Кремниевая ледяная пещера представляет собой пещеру типа воронки. Она была создана на рубеже эпох (около 2000 лет назад) в результате обрушения потолка большого зала древней пещеры, расположенной в нижних частях скального массива, построенного здесь из светлых триасовых известняков (так называемые известняки Веттерштейна) кремнезёмного покрова. В результате образовалась пропасть в виде открытого кармана шириной 32 м и высотой 12 м, дно которой со временем стало достаточно герметичным, чтобы свести к минимуму воздухообмен с бывшей пещерной системой, размытой Чёрным ручьём. В результате снег зимой скапливается на дне пещеры и скатывается с её входов, выполняя роль «аккумулятора холода». Холодные воздушные массы, остающиеся в пропасти зимой, обычно сохраняются там круглый год, позволяя формироваться и сохраняться в пещере различным ледяным образованиям. Уникальность пещеры заключается в том, что среднегодовая температура воздуха в её окрестностях составляет 6,8 °C, а количество морозных дней невелико по сравнению с количеством тёплых или очень тёплых дней.
По данным 1960—1970-х годов площадь донного льда минимальной протяжённости составляла примерно 710 м², что при средней толщине льда около 30 см давало 213 м³ льда. В максимальной степени поверхность льда составляла 970 м², что при средней толщине льда в это время даёт примерно 340 м³ льда.
Основная, наклонная часть пещеры ограничена на глубине 45 м ледопадом высотой 12—15 м, делящим её на два уровня. На дне пропасти есть отверстие, из которого узкий коридор длиной примерно 20 метров ведёт к Археологическому залу (Archeologicky dóm) длиной 80 м, шириной 25-40 м и высотой 2-10 м. На его южной и западной сторонах протекает ручей Чёрный, расход которого колеблется от 1 до более 20 м³/с. Дальнейшие части пещеры, в основном горизонтальные, в виде более крупных помещений, соединённых узкими коридорами и сифонами, тянутся вдоль течения ручья Чёрного. За сифоном «Куфр» (длиной 65 м) находятся коридоры и помещения, обнаруженные водолазами из отряда «Speleoaquanaut» в 1988 году. Самая большая комната, называемая «Карина», имеет высоту 43 метра и толщину потолка около 70 метров. Воды ручья Чёрного текут под землей в близлежащую Гомбасецкую пещеру, где образуют подземный каньон, а затем выходят на поверхность в Чёрный карстовый родник (словац. Čierna vyvieračka).
В настоящее время (по состоянию на 2021 год) льда в пещере очень мало, и ожидается, что его не будет вообще в течение многих лет. Считается, что это следствие потепления климата: не только повышаются средние температуры воздуха, но и резко сокращается количество снегопадов в пользу дождей.

## Флора и фауна
Входная зона пещеры позволяет наблюдать явление высотной инверсии в распространении видов флоры и фауны. Благодаря специфическому холодному и влажному микроклимату здесь были созданы — на небольшой высоте над уровнем моря — условия обитания холодолюбивых видов растений и животных, типичных для более высоких частей гор. Например, среди беспозвоночных встречается несколько редких форм жуков-троглофилов вида Duvalius bokori var. gelidus и Duvalius microphtalmus ssp. hungaricus, встречающихся только на Кремнезёмном плато в Словацко-Венгерском карсте. Обнаруженная здесь многоножка Hylebainosoma tatranum является эндемиком Западных Карпат. Среди множества видов пауков на стенах пещеры можно встретить, среди прочего, сенокосца Ischyropsalis manicata. В ходе исследований малакофауны Кремнезёмного плато выяснилось, что она сравнительно бедна видами. Тем временем в Кремниевой ледяной пещере нашли 25 видов моллюсков. Зимой в пещере зимуют несколько видов летучих мышей, в том числе: большая ночница и малый подковонос, а иногда и более редкая ночница Наттерера.

## Археология
Археологические исследования, проведённые в Кремниевой ледяной пещере, показали, что её система была заселена людьми в период до того, как потолок бывшей пещеры обрушился и в получившейся таким образом щели образовался лёд. Находки из Археологического зала подтверждают присутствие здесь человека в эпоху позднего палеолита, а также здесь были найдены артефакты, принадлежащие буковогорской культуре. Наибольшее значение как человеческое поселение пещера приобрела в эпоху поздней бронзы, о чём свидетельствуют многочисленные находки керамики и бронзовых украшений, относящихся к киятской культуре. Следующие хронологические находки относятся к железному веку (гальштатская культура). Последние находки — преимущественно фрагменты глиняных сосудов, изготовленных на гончарном круге, связаны с кельтами и происходят из позднего латенского периода (I в. до н. э.).

## История
Пещера известна местному населению очень давно. В 1704 году её посетил Георг Бухгольц Младший, который в 1718 году подготовил старейшее известное описание пещеры. Словацкий эрудит Маттиас Бел упомянул об этом в своей работе под названием Hungariae antiquae et novae prodromus (1723 год), а затем охарактеризовал пещеру в своём описании Турнянской соляной шахты (в письме Королевскому обществу в Лондоне) от 1744 года. О ней также упоминали брат Г. Бухгольца Якоб Бухгольц (1752 г.) и Карл Готлиб фон Виндиш (1780 г.). Среди прочего, пытался объяснить происхождение пещеры английский натуралист Роберт Таунсон (в книге «Путешествие по Венгрии с кратким описанием Вены 1793 года», Лондон, 1797). Позже пещеру посетили и описали многие другие учёные, в том числе: венгерский натуралист Пауль Китайбель (1803 г.), французский минералог Франсуа Сюльпис Бёдан (1822 г.), австрийский географ и спелеолог Адольф Шмидль (1856 г.), венгерский географ Янош Гунфалви (1863 г.) и моравско-немецкий спелеолог, турист и краевед Карл Зигмет (1887).
Первое упоминание о пещере на словацком языке было сделано Паволом Михалко, тогдашним ректором евангелической школы в округе Пешт-Пилис-Солт, в своей работе под названием «Fyzika aneb učení o Pňrození (Náture) k prosechu jak celého narodu, tak zvlášťe Lidu obecného a Pekného Umení žádostivého» (Будин, 1819). Он упомянул пещеру, расположенную в месте Турнянски недалеко от деревни Силица, где вода летом замерзает, а зимой немного теплее.
В 1830 году пещеру посетил канцлер граф Адам Ревицкий фон Ревисние (1786—1862), в честь которого у входа в пещеру была установлена памятная доска.
В 1863—1867 годах здесь действовала небольшая пивоварня, продукция которой хранилась в холоде пещеры.
Первым, кто добрался до Археологического дома после раскопок гравия в 1931 году, был словацкий спелеолог Ян Майко, который предсказал, что воды Чёрного ручья впадают в Чёрный карстовый родник (словац. Čierna vyvieračka). Дальнейшая часть пещерного маршрута, пролегающая вдоль ручья Чёрного, была исследована чешскими дайверами в 1988 году (см. выше).

## Охрана пещеры
В 1973 году пещера была объявлена охраняемой территорией (вместе с соседней Гомбасецкой пещерой). Обозначенная охранная зона охватывала также ряд прилегающих карстовых образований, таких как провалы, обрывы, обнажения и т. д. В 1995 году вместе с другими пещерами Словацко-Венгерского карста пещера была включена в Список Всемирного природного наследия ЮНЕСКО. В 1996 году форма защиты была изменена на национальный природный памятник.

## Туристическое значение
В 1979 году пещера во входной части была открыта для самостоятельного туристического посещения. Доступ к ней осуществляется по бетонным ступенькам, с закреплёнными перилами. С бетонной террасы в конце можно заглянуть вглубь пещеры и увидеть ледопад и небольшие формы ледяных образований. Дальнейшие участки пещеры недоступны для туристов. К пещере ведёт короткая (ок. 5-6 мин.) тропа, идущая от туристической тропы Силица — Славец, обозначена жёлтым цветом.